# Trachycephalus atlas
A Trachycephalus atlas a kétéltűek (Amphibia) osztályának békák (Anura) rendjébe és a levelibéka-félék (Hylidae) családjába tartozó faj.

## Előfordulása
A faj Brazília endemikus faja. Természetes élőhelye szubtrópusi vagy trópusi száraz erdők, szubtrópusi vagy trópusi száraz bozótosok, időszakos édesvizű mocsarak. A fajt élőhelyének elvesztése fenyegeti.